# Globin
Globin je jedna od bitnijih bjelančevina u ljudskom tijelu, posebno važna kod sintetiziranja hemoglobina, kojeg čini skupa s 4 molekule HEM-a (željeza).